# N'Heures Souris Rames
N'Heures Souris Rames est le titre d'un livre publié en 1980 par l'écrivain américain Ormonde de Kay (1923-1998). Le livre se présente sous la forme d'un recueil de poèmes écrits dans un genre de français volontairement asyntaxique et dénué de sens, accompagnés de notes savantes qui tentent d'en décrypter le sens.

## N'Heures Souris Rames
Lus à haute voix, ces poèmes obscurs se révèlent être des comptines dont les paroles sont bien connues de toute personne de culture anglo-saxonne. Le titre du recueil est lui-même une traduction par homophonie du mot anglais nursery rhyme ou comptine. Ce procédé de traduction s'apparente aux expérimentations de l'Oulipo et aboutit à un genre littéraire qui relève à la fois du pastiche et de la tradition britannique de l'humour absurde ou nonsense.
N'Heures Souris Rames contient une quarantaine de comptines, entre autres Coucou doux de Ledoux (Cock-A-Doodle-Doo), Signe, garçon. Neuf Sikhs se pansent (Sing a Song of Sixpence) et Hâte, carrosse bonzes (Hot Cross Buns). Voici Georgie Porgie en version originale et en traduction :
| Georgie Porgie, Pudding and Pie, Kissed the girls and made them cry. When the boys came out to play; Georgie Porgie ran away. | Georgie Port-régie, peu digne en paille, Qui se dégeule sans mais. Dame craille. Où haine de bouées ce qu'aime à tout pilé ; Georgie Port-régie règne. Ohé. |

Le livre d'Ormonde de Kay avait été précédé par un autre recueil, Mots D'Heures: Gousses, Rames, calqué sur Mother Goose Rhymes ou Rimes de la mère l'Oye et publié en 1967 par le journaliste américain Luis d'Antin van Rooten. Voici sa version de Humpty Dumpty :
| Humpty Dumpty Sat on a wall. Humpty Dumpty Had a great fall. All the king's horses And all the king's men Couldn't put Humpty Together again. | Un petit d'un petit S'étonne aux Halles Un petit d'un petit Ah! degrés te fallent Indolent qui ne sort cesse Indolent qui ne se mène Qu'importe un petit d'un petit Tout Gai de Reguennes. |